# Дънстън сам в хотела
„Дънстън сам в хотела“ (на английски: Dunston Checks In) е американска комедия от 1996 г. на режисьора Кен Куопис по сценарий на Джон Хопкинс и Брус Греъм. В него участват Ерик Лойд, Греъм Сак, Джейсън Алегзандър, Фей Дънауей, Рупърт Евърет, Глен Шейдикс и Пол Рубенс, както и орангутанът Сам в ролята на Дънстън.

## Телевизионен дублаж
На 21 декември 2004 г. bTV излъчи филма с български дублаж за телевизита. Екипът се състои от:
| Преводач            | Надя Баева                                                                                       |
| Режисьор на дублажа | Красимир Куцупаров                                                                               |
| Тонрежисьор         | Галина Наумова                                                                                   |
| Озвучаващи артисти  | Ани Василева Албена Павлова Ирина Маринова Владимир Пенев Константин Каракостов Стефан Димитриев |